# Reach out Worldwide
A Reach out Worldwide egy 2010 óta működő jótékonysági szervezet, mely az amerikai színész, producer Paul Walker nevéhez fűződik.
Az organizáció központja Burbank-ban (Kalifornia) található.

## Walker álma
Paul Walker (1973-2013) egyik legnagyobb álma az volt, hogy létrehozzon egy olyan szervezetet, amely a világ minden részére kiterjed és megsegíti azokat, akik valamilyen természeti katasztrófa sújtotta területen élnek és károsultak. 
Emellett támogatják a rászoruló gyerekeket is az USA-ban és világszerte.
Walker 2013. november 30-i halálakor is épp egy jótékonysági rendezvényt szervezett a Reach out Worldwide által a Fülöp-szigeteket sújtó szélvihar és tájfun károsultjainak megsegítésére. 
Paul Walker halála után is folytatja a szervezet a működését, mivel Walker legfőbb vágya e szervezet létrehozása volt.

## Feladatai
A szervezet képzett önkéntesekből áll, amely azonnal reagál minden jelentős természeti katasztrófára. 
Az önkéntesek biztosítják a szakértelmet, ha a katasztrófa végbement, és erősítik a helyi humán erőforrásokat, azzal a céllal, hogy hamarabb megsegítsék a károsultakat.

## Eddigi segélyakciók
- Illinois (tornádó)
- Oklahoma city (tornádó)
- Alabama (tornádó)
- Indonézia (cunami)
- Chile (földrengés)
- Haiti (földrengés)
- Fülöp-szigetek (Haiyan-tájfun)